# Нижняя Шабелле
Нижняя Шабелле (сомал. Shabeellaha Hoose, араб. شبيلي السفلى‎) — провинция в южной части Сомали Административный центр — город Марка.

## Расположение
Провинция граничит с сомалийскими провинциями Бенадир, Средняя Шабелле (Shabeellaha Dhexe), Хиран, Бей, Средняя Джубба (Jubbada Dhexe), и имеет выход к Индийскому океану. Через провинцию протекает река Уэби-Шабелле.
До 1984 года провинция была частью большой провинции Бенадир со столицей в Могадишо. C 2014 года входит в автономное государство Юго-Западное Сомали, признанное федеральным правительством.

## Политическая ситуация
Во время гражданской войны в Сомали провинция Нижняя Шабелле, находящаяся в непосредственной близости от Могадишо и расположенная вдоль Индийского Океана, постоянно представляла собой арену боевых действий и многократно переходила из рук в руки. Значительная часть провинции находилась в руках радикальной исламской группировки Харакат аш-Шабаб, против которой боролись правительственные войска и союзные с ними формирования.
В августе 2014 началась Операция «Индийский Океан», организованная проправительственными силами Сомали. 1 сентября американский дрон выпустил снаряд, который убил лидера аш-Шабаба Годане. Это событие было воспринято как большая победа, и в ожидании рассеивания основных сил и раскола группировок, сомалийское правительство объявило 45-дневную амнистию умеренным боевикам аш-Шабаба. После этого события началось массированное наступление на аш-Шабаб с постепенным освобождением провинции Нижняя Шабелле.
3 октября 2014 года Харакат аш-Шабаб покинул город Барауэ, в котором находился самый крупный укреплённый центр К середине октября 2014 практически вся провинция была под контролем правительственных войск и их союзников.
7 ноября 2014 года было официально провозглашено автономной федеральное государство Юго-Западное Сомали со столицей в городе Барауэ. Была также утверждена конституция региона., в состав которого входит провинция Нижняя Шабелле и две других провинции.

## Районы
Нижняя Шабелле состоит из семи районов:
- Афгойе
- Барауэ
- Саблале
- Марка
- Куртунварей
- Корьолей
- Уанлауэйн

## Крупные города
- Марка
- Барауэ
- Афгойе
- Саблале
- Корьолей